# 亚欧非大陆
亚欧非大陆、歐亞非大陸或亚非欧大陆指的是亚洲、欧洲、非洲三個大陸的合稱。
在地理上，直到苏伊士运河開通以前，三個大陸是相連的。在文化上，歐洲、西亚和北非的關係比較接近，特別是地中海的沿岸國家。在地缘政治学上，亞歐非大陸的主體 （不包括臺灣、菲律宾、印尼、日本、英伦三岛、马达加斯加等島嶼）被稱為「世界岛」。加上島嶼就稱為旧大陆。
在地質學上，非洲原來是冈瓦那大陆的一部分，後來才與歐亞大陸相撞。
預計60萬年後，非洲將與歐洲連成一體，地中海將與大西洋分開。5千萬年後，地中海估計會消失，變成山脈。

## 地质
亚欧非大陆并不是标准的超大陆，而是超大陆旋回过程中最大的一个碎片。
欧亚非大陆最古老的部分可能是卡普瓦克拉通，它与马达加斯加、印度一部分和澳洲西部在约30亿年前共同组成了第一个超大陆——瓦巴拉大陆或乌尔大陆。它也参与了后续每一次超大陆的构成。约2亿年前盘古大陆分裂后，北美板块和欧亚板块形成劳亚大陆，而非洲板块则留在冈瓦纳大陆，印度板块后来从它上面脱落，在约5000万年前撞上亚洲南部，使得喜马拉雅山脉抬升(大约同时与澳洲板块熔合。)阿拉伯板块大约在3000万年前从非洲板块上脱落，在约1900到1200万年前撞在伊朗板块上，形成厄尔布鲁士山脉和扎格罗斯山脉。在这次欧亚大陆与非洲大陆首次相连后，贝蒂克走廊沿直布罗陀弧在约600万年前比今天稍稍闭合，使西北非和伊比利亚半岛连在一起。这使得地中海盆地基本彻底干枯，形成墨西拿盐度危机。欧亚大陆和非洲大陆后来再次被分开：约533万年前的赞克尔期洪水重新经直布罗陀海峡、红海和苏伊士裂谷湾充满地中海，后两者将非洲与阿拉伯板块分开。
今日，非洲与亚洲的联系是一条相当狭窄的陆桥(被苏伊士运河分开)，仍与欧洲以直布罗陀海峡和西西里海峡相隔。地史学家Ronald Blakey认为接下来1500万年到1亿年的构造变化是可以预测的。这一时期，非洲会接着向北漂移，将直布罗陀海峡闭合，使地中海快速蒸干。在这一时间框架内不会形成超大陆，地质记录会充斥不可预测的错动，更远的预测会非常冒险。超大陆的三种可能分别是新盘古大陆、阿美西亚大陆和终极盘古大陆。前两者的情况下，太平洋会闭合，非洲仍会与欧亚大陆相连，欧亚大陆会分裂，非洲和欧洲会向西合并到一起；在后者的情况下，则是大西洋闭合，配合三块大陆同时的向东旋转，创造出与美洲相连的陆桥。

## 四至点
欧亚非大陆的四至点是：
（含岛屿）
- 东至— 俄罗斯拉特曼诺夫角†
- 北至— 俄罗斯法兰士约瑟夫地群岛鲁道夫岛弗利格利角
- 南至— 南非厄加勒斯角
- 西至— 佛得角圣安唐岛

（不含岛屿）
- 东至— 俄罗斯杰日尼奥夫角†
- 北至— 俄罗斯切柳斯金角
- 南至— 南非厄加勒斯角
- 西至— 塞内加尔佛得角半岛

†180度经线穿过亚洲。即这些点位于西半球。

## 劃分
通常亚非欧大陆以蘇伊士運河爲界劃分爲非洲和歐亞大陸，其中歐亞大陸又可以劃分爲歐洲和亞洲。由於文化和歷史上，北非與歐亞大陸更近，所以有時也分爲歐亞-北非和撒哈拉以南非洲。

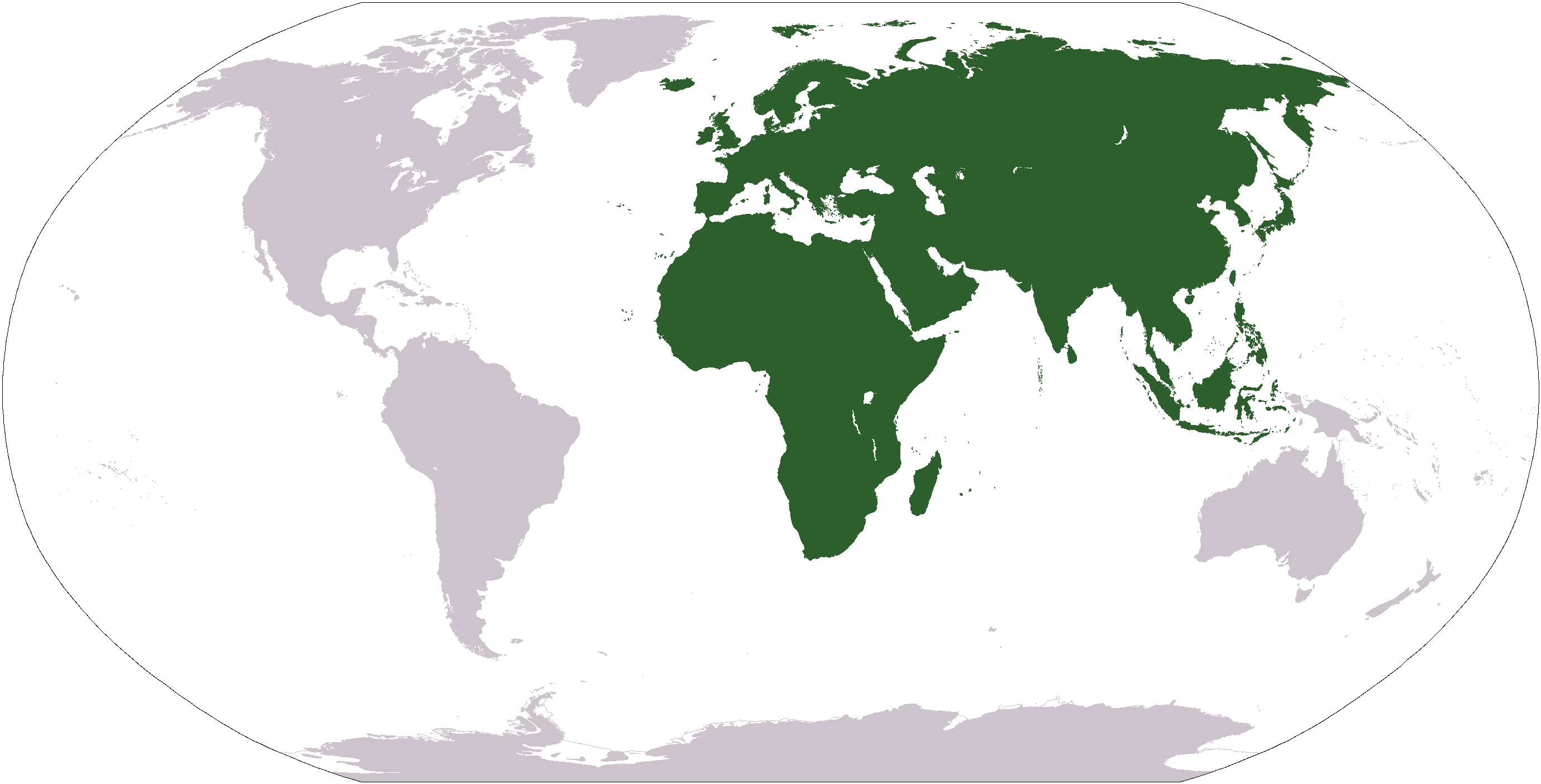
亞歐非大陸和周邊島嶼

### 地理分區
非洲大陸
- 北非
- 撒哈拉以南非洲

亞歐大陸
- 亞洲
  - 遠東
    - 東亞
    - 東南亞

  - 大中東地區
    - 中亞
    - 中東
      - 近東
        - 西亞

  - 北亞
  - 南亞
- 歐洲
  - 中歐
  - 西歐
  - 北歐
  - 南歐
  - 東歐

### 亚欧非大陆国家和地区分类列表

#### 亚洲

##### 联合国会员国
1. 中华人民共和国
2. 朝鮮民主主義人民共和國
3. 大韓民國
4. 蒙古国
5. 越南
6. 柬埔寨
7. 泰國
8. 緬甸
9. 马来西亚
10. 印度
11. 不丹
12. 尼泊尔
13. 巴基斯坦
14. 阿富汗
15. 亞美尼亞
16. 伊朗
17. 伊拉克
18. 以色列
19. 约旦
20. 科威特
21. 黎巴嫩
22. 阿曼
23. 巴勒斯坦
24. 沙烏地阿拉伯
25. 叙利亚
26. 阿联酋
27. 葉門
28. 土耳其
29. 日本
30. 菲律賓
31. 新加坡
32. 印度尼西亞
33. 东帝汶
34. 斯里蘭卡
35. 馬爾地夫
36. 巴林
37. 賽普勒斯

##### 联合国观察员国
1. 巴勒斯坦

##### 未获国际普遍承认的实体
1. 中華民國
2. 罗贾瓦
3. 北賽普勒斯

##### 其他地区
1. 香港特別行政區
2. 澳門特別行政區

#### 大洋洲

##### 联合国会员国
1. 美国 (僅限關島以及北馬里安納群島)

##### 其他地区
1. 圣诞岛
2. 科科斯（基林）群島
3. 關島

#### 欧洲

##### 联合国会员国
1. 丹麦
2. 爱沙尼亚
3. 芬兰
4. 拉脫維亞
5. 立陶宛
6. 挪威
7. 瑞典
8. 爱沙尼亚
9. 白俄羅斯
10. 摩尔多瓦
11. 俄羅斯
12. 乌克兰
13. 奥地利
14. 捷克
15. 瑞士
16. 德国
17. 匈牙利
18. 列支敦斯登
19. 波蘭
20. 斯洛伐克
21. 斯洛維尼亞
22. 比利时
23. 法國
24. 義大利
25. 盧森堡
26. 摩納哥
27. 荷蘭
28. 安道尔
29. 葡萄牙
30. 西班牙
31. 阿尔巴尼亚
32. 保加利亚
33. 希腊
34. 北馬其頓
35. 蒙特內哥羅
36. 羅馬尼亞
37. 塞爾維亞
38. 斯洛維尼亞
39. 圣马力诺
40. 愛爾蘭
41. 英国
42. 馬爾他
43. 冰島

##### 联合国观察员国
1. 梵蒂冈

##### 未获国际普遍承认的实体
1. 科索沃
2. 德涅斯特河沿岸

##### 其他地区
1. 波士尼亞與赫塞哥維納聯邦
2. 奥兰
3. 法罗群岛
4. 直布罗陀
5. 格陵兰

#### 非洲

##### 联合国会员国
1. 阿尔及利亚
2. 安哥拉
3. 布吉納法索
4. 喀麦隆
5. 中非
6. 刚果民主共和国
7. 埃及
8. 赤道几内亚
9. 衣索比亞
10. 加彭
11. 几内亚
12. 賴索托
13. 利比里亚
14. 利比亞
15. 马拉维
16. 毛里塔尼亚
17. 摩洛哥
18. 莫桑比克
19. 纳米比亚
20. 尼日尔
21. 奈及利亞
22. 刚果共和国
23. 卢旺达
24. 塞内加尔
25. 南非
26. 南蘇丹
27. 苏丹
28. 坦桑尼亚
29. 多哥
30. 突尼西亞
31. 乌干达
32. 尚比亞
33. 辛巴威
34. 马达加斯加
35. 模里西斯
36. 聖多美和普林西比
37. 塞舌尔

##### 未获国际普遍承认的实体
1. 撒拉威阿拉伯民主共和國
2. 索馬利蘭

##### 其他地区
1. 西撒哈拉
2. 英屬印度洋領地
3. 留尼汪
4. 马约特
5. 聖赫勒拿